# ユニチカ
ユニチカ株式会社（英: UNITIKA LTD.）は、本店を大阪市中央区に、本社を大阪市中央区と東京都中央区に置く、繊維事業を祖業とする日本の総合化学メーカーであり、フィルムや樹脂など非繊維へ拡大。旧三和銀行（現・三菱UFJ銀行）の融資系列で構成される三和グループの三水会とその後身社長会である水曜会
およびみどり会の会員企業である。
1969年10月、ニチボー株式会社（かつての六大紡のひとつ）が日本レイヨン株式会社を合併し誕生した。繊維事業だけでなく高分子事業・機能資材事業にも進出している。その一方で、祖業である繊維事業は2025年8月までを目途として撤退する。
コーポレート・スローガンは「We Realize It!」。

## 事業内容
- 繊維事業
- 高分子事業
  - 同時二軸延伸ナイロンフィルム、生分解性ポリマー「テラマック」
- 機能材事業

## 社名の由来
ニチボーと日本レイヨン（ニチレ）の合併時、旧社名には関わりのない新しい社名であること、及び、新社名がそのまま商標に使用できることを条件として、全社員から新社名の募集を行った。応募は約2万5000点に及んだが、その多くはすでに商標登録されており、特に3 - 4字のカタカナの名称で登録されていないものを選ぶのは難しかった。
そのため、両社は協議を行って、英語で「結合した」を意味する「ユナイテッド」（united）の『ユ』、両社の社名に共通する頭2文字の『ニチ』、英語で「会社」を意味する「カンパニー」（company）の『カ』を組み合わせ、ニチボーと日本レイヨンとが結びついた会社であることを意味する「ユニチカ」を社名とすることを決定した。

## 事業所
- 大阪本社（大阪市中央区）
- 東京本社（東京都中央区）
- 総合研究所（京都府宇治市。宇治工場と隣接している）
- 事業所
  - 岡崎（愛知県岡崎市）
  - 垂井（岐阜県不破郡垂井町）
  - 坂越（兵庫県赤穂市）
  - 宇治（京都府宇治市）
- 海外事務所：デュッセルドルフ、上海

## グループ主要企業
- 株式会社アドール（宇治市）
- 大阪染工株式会社（三島郡島本町）
- 株式会社上條精機（宇治市）
- テラボウ株式会社（貝塚市）
- 日本エステル株式会社（大阪市中央区）
- ユーシーエス株式会社（久世郡久御山町）
- 株式会社ユニオン（枚方市）
- ユニオン興産株式会社（枚方市）
- ユニチカガーメンテック株式会社（貝塚市）
- ユニチカグラスファイバー株式会社（宇治市）
- ユニチカスパークライト株式会社（南丹市）
- ユニチカスピニング株式会社（松浦市）
- ユニチカテキスタイル株式会社（総社市）
- 株式会社ユニチカテクノス（宇治市）
- ユニチカトレーディング株式会社（大阪市中央区）
- ユニチカメイト株式会社（大阪市中央区）

## 沿革
※ ユニチカ｜会社情報｜沿革（外部サイト）

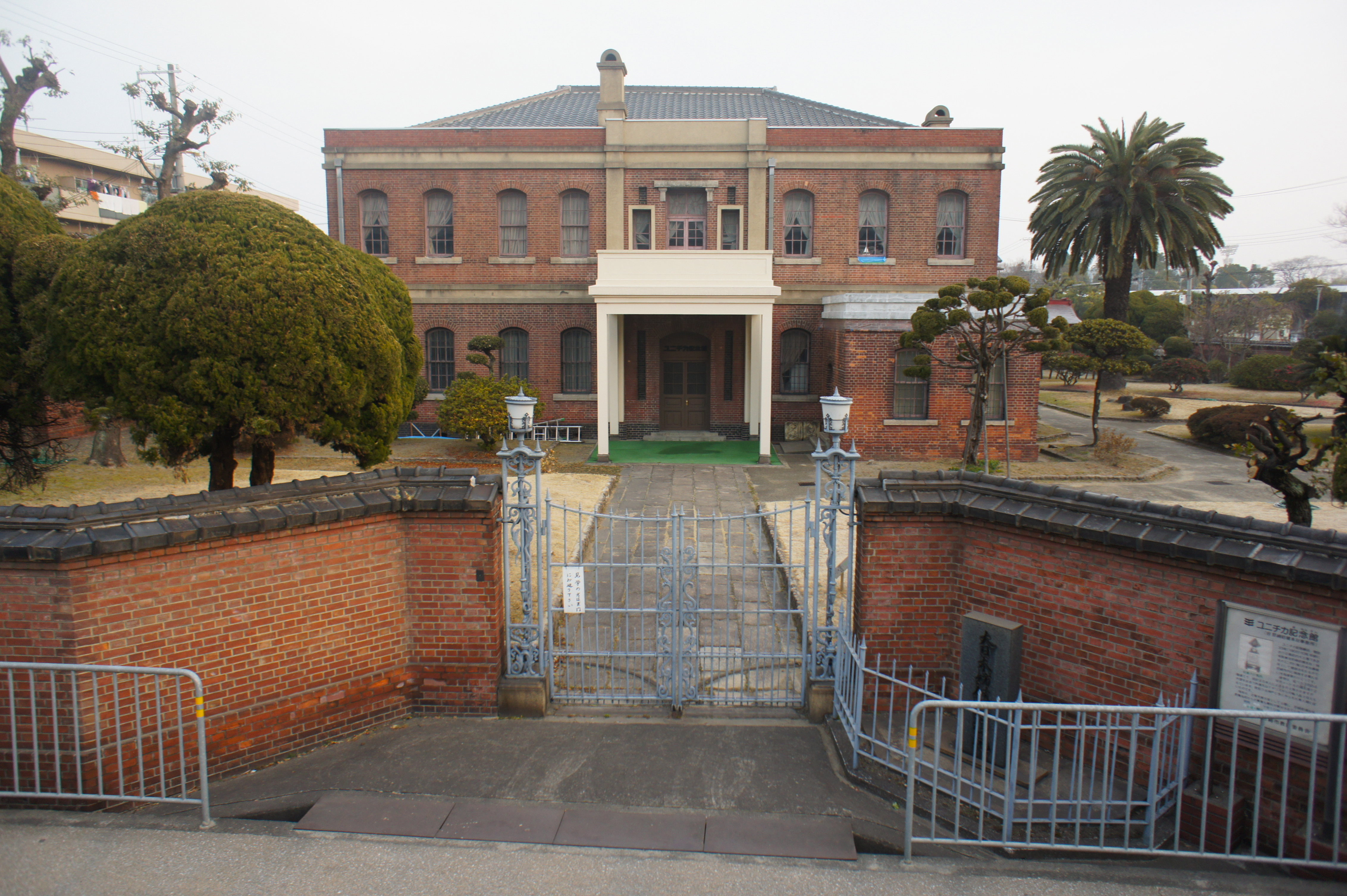
ユニチカ記念館（兵庫県尼崎市東本町）
（元 尼崎紡績株式會社本社事務所）
（かつての本店所在地)

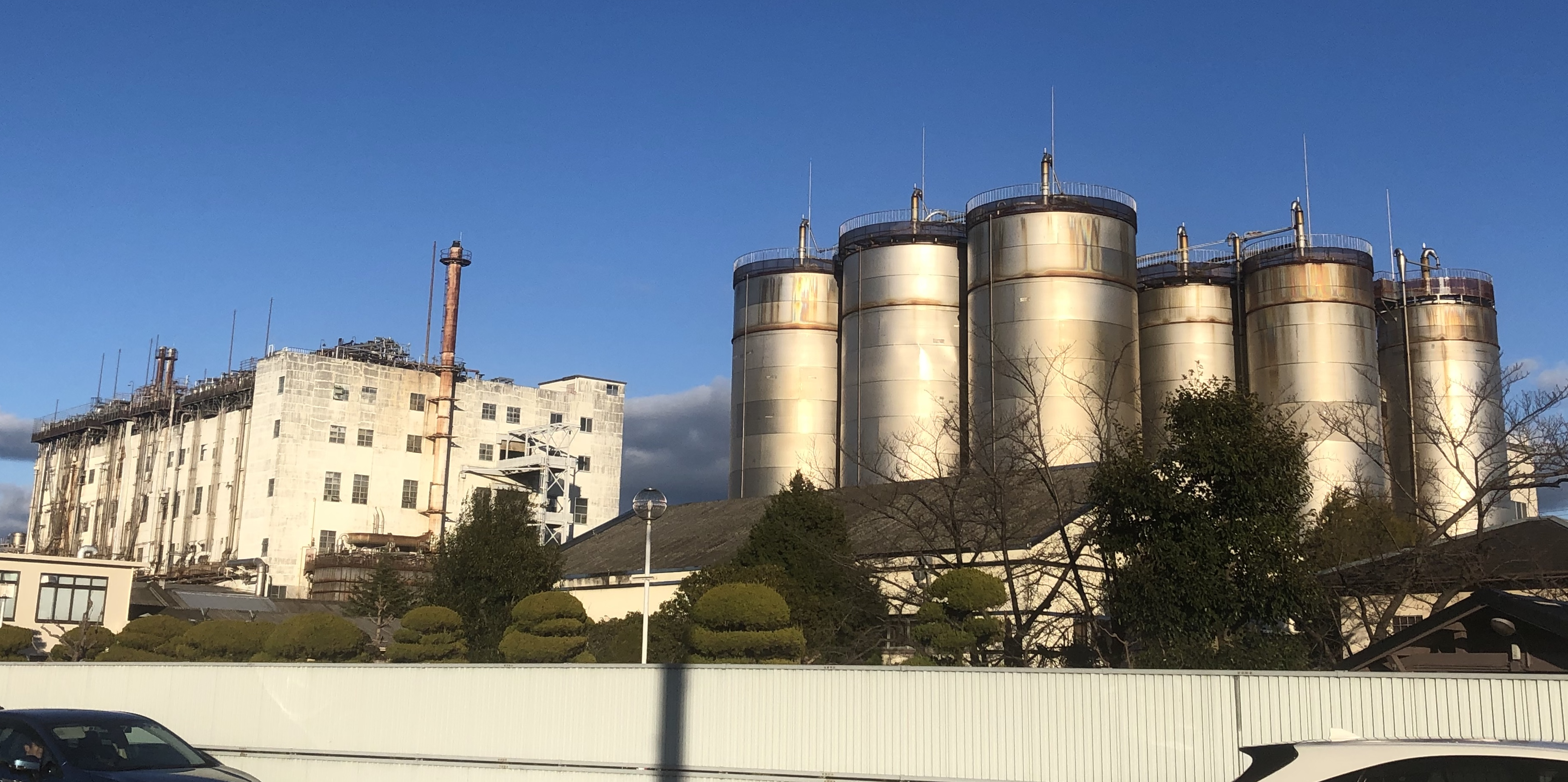
岡崎事業所（愛知県岡崎市日名北町）

- 1889年（明治22年） 6月19日 - 尼崎の有志と大阪財界の出資により有限責任尼崎紡績会社、設立許可。（資本金50万円）。
- 1891年（明治24年） 2月 - 開業。
- 1900年（明治33年）12月 – 綿糸の製造を開始。
- 1902年（明治35年）2月 – 大阪株式取引所に株式上場。
- 1904年（明治37年）7月 - 商法施行に伴い、商号を尼崎紡績株式会社に変更。
- 1909年（明治42年）5月 - 綿布の製造を開始。
- 1918年（大正7年）6月 - 摂津紡績株式会社を合併し、商号を大日本紡績株式会社に変更。
- 1926年（大正15年）3月 - 日本レイヨン株式会社を設立し、レーヨン糸の製造を開始。
- 1933年（昭和8年）
  - 9月 - 羊毛紡績を開始。
  - 10月 - 関ヶ原第2工場がシンプレックス粗紡機・ハイドラフト精紡機を備えて操業開始。
- 1936年（昭和11年）6月 - 大阪市福島区にあった旧日本紡績本店工場でもある福島工場を閉鎖[10]。
- 1949年（昭和24年）5月 - 証券取引所再開により上場再開。
- 1950年（昭和25年）10月 - ビニロン繊維の製造を開始。
- 1955年（昭和30年）10月 - 日本レイヨンがナイロン繊維の製造を開始。
- 1958年（昭和33年）12月 - 日本レイヨンが成型用ナイロン樹脂の製造を開始。
- 1964年（昭和39年）
  - 2月 - 日本レイヨンがポリエステル繊維の製造を開始。
  - 4月 - 商号を大日本紡績からニチボー株式会社に変更。
- 1966年（昭和41年）4月 - 日本レイヨンが日本エステル株式会社を設立し、ポリエステル繊維の製造を移管。
- 1968年（昭和43年）7月 - 日本レイヨンがナイロン2軸延伸フィルムの製造を開始。

### ユニチカ誕生後
- 1969年（昭和44年）10月 - ニチボーが日本レイヨンを合併し、商号をユニチカ株式会社に変更。初代社長は坂口二郎。住宅、不動産事業に進出。
- 1970年（昭和45年）6月 - 水処理設備、焼却炉など公害防止事業（後の環境プラント事業）に進出。
- 1971年（昭和46年）6月 - ポリエステル不織布スパンボンドの製造を開始。
- 1977年（昭和52年）6月 - ユニチカ化成株式会社、ユニチカレーヨン株式会社を設立し、ビニロン事業、レーヨン事業を分離。
- 1982年（昭和57年）9月 - 抗血栓性カテーテルの製造を開始し、医療品事業（後のメディカル事業）に進出。
- 1984年（昭和59年）4月 - ユニチカウール株式会社を設立し、羊毛事業を分離。
- 1985年（昭和60年）6月 - アモルファス金属繊維、活性炭繊維の製造を開始。
- 1988年（昭和63年）7月8日 - 大阪ガス（株）と共同で活性炭繊維製造会社（株）アドール設立。
- 1989年（平成元年）10月 - ユニチカ化成、ユニチカレーヨン、ユニチカウールの繊維事業3社、及びユニチカビルディング、ユニチカ京都ファミリーセンター、ユニチカオークタウン、ユニチカ興発の不動産賃貸業4社を吸収合併。
- 1995年（平成7年）11月 - インドネシアにナイロンフィルム製造販売会社、(株)エンブレムアジア設立。
- 1997年（平成9年）4月 - タイに帝人（株）、ユニチカの合弁でポリエステルスパンボンド不織布製造販売会社タスコを設立。
- 1999年（平成11年）
  - 3月 - ユニチカテキスタイル株式会社を設立し、綿・羊毛事業を分離。
  - 10月 - ユニチカファイバー株式会社を設立し、化合繊事業を分離。
- 2002年（平成14年）
  - 5月 - 日本酢ビ・ポバール株式会社に酢酸ビニル・ポバール事業を分割。
  - 11月 - ユニチカ上海事務所開設。 2003年（平成15年）3月 - ユニチカロジスティクス株式会社、ユニチカスパンボンドプロダクツ株式会社、ユニチカセントラルサービス株式会社を設立し、物流事業、不織布製造事業、福利厚生・不動産賃貸業務の一部を分離。
- 2004年（平成16年）9月 - ユニチカ宇治プロダクツ株式会社、ユニチカリアルティ株式会社を設立し、樹脂及びフィルム製造事業、不動産管理業務の一部を分離。
- 2005年（平成17年）4月 - ユニチカグラスファイバー株式会社、株式会社ユニオンのガラス関連事業2社の営業・開発部門を本社に吸収。
- 2007年（平成19年）10月 - ユニチカ宇治プロダクツ、ユニチカスパンボンドプロダクツ、ユニチカプロテック坂越の製造事業3社を吸収合併。
- 2009年（平成21年）10月 - ユニチカファイバーの産業資材事業を分割により承継。ユニチカファイバーの衣料販売事業、ユニチカテキスタイル及びユニチカサカイの販売事業を分割によりユニチカトレーディングに承継。
- 2010年（平成22年）1月 - ユニチカビジネスサービス株式会社を吸収合併。
- 2011年（平成23年）
  - 4月1日 - 環境プラント事業を日立造船グループに譲渡。
  - 4月1日 - 丸三産業（株）と合弁でコットンスパンレース不織布製造販売会社UMCT（株）を設立。出資比率は丸三産業(株)が 65％、ユニチカ(株) が35％。
- 2012年（平成24年）5月 - 寺田紡績株式会社（現・テラボウ）を株式交換により完全子会社化。
- 2014年（平成26年）
  - 5月26日 - メインバンクに対し金融支援を要請[11][12]。
  - 7月17日 - 借入先金融機関と債務返済の延期を合意[13]。
  - 7月31日 - 借入先金融機関への債務返済を目的とした種類株式発行、投資ファンドへの種類株式発行、資本金約1億円への減資を実施[14]。
  - 10月 - ユニチカロジスティクス株式会社を吸収合併。
- 2015年（平成27年）
  - 2月 - ユニチカ京都ファミリーセンターの株式を譲渡。
  - 3月 - メディカル事業をニプロに譲渡。生活健康事業をダイセルに譲渡。ユニチカ赤穂開発の株式を譲渡。
  - 4月 - ユニチカバークシャー株式会社の株式を福助に譲渡。
  - 5月 - ダイアボンド工業株式会社の株式を譲渡。
  - 6月 - ユニチカ情報システム株式会社の株式を譲渡。株式会社ユニチカ環境技術センター（現・環境総合リサーチ）の株式を建設技術研究所に譲渡。
  - 9月 - 金属繊維事業を愛知製鋼株式会社に譲渡。
- 2016年（平成28年） 
  - 3月 - 株式会社ユニチカエステート（現ヤマイチ・ユニハイムエステート）の株式を譲渡。
  - 4月 - ユニチカリアルティ及びユニモアを吸収合併。
- 2017年（平成29年）
  - 3月10日 - 自衛隊の戦闘服などの入札で談合を繰り返していたなどとして、公正取引委員会から排除措置命令を受けた上、課徴金2億2,300万円の支払い命令を受ける[15]。
  - 8月23日 - 愛知県豊橋市から借り入れていた工場用地を事業所閉鎖・売却したことに対し住民側が豊橋市を提訴[16]。翌年2月、豊橋市長に対してユニチカに全額を請求するよう命ずる判決が出たが[17]市側は控訴した[18]。（後述）
- 2020年（令和2年） 
  - 7月1日 - 株式会社コソフの株式を譲渡。
  - 8月31日 - 前述の用地売却訴訟にて費用をユニチカに請求するよう豊橋市長に命じた二審判決が確定[19]したことに伴ない、豊橋市に約26億円を支払った[20]。
- 2021年（令和3年） 1月4日 - 本店所在地登記を兵庫県尼崎市東本町1丁目50番地から大阪市中央区久太郎町4丁目1番3号に変更。
- 2022年（令和4年） 4月1日 - ユニチカ設備技術株式会社を吸収合併。

## 歴代社長
田口圭太までは『ユニチカ百年史 下』による。
| 代       | 氏名              | 就任日        | 退任日        | 備考           |
| 摂津紡績 | 摂津紡績          | 摂津紡績      | 摂津紡績      | 摂津紡績       |
| -------- | ----------------- | ------------- | ------------- | -------------- |
| 初       | 初代 高田久右衛門 | 1889年5月     | 1890年1月25日 |                |
| 2        | 初代 平野平兵衛   | 1890年1月26日 | 1895年8月2日  |                |
| 3        | 10代 竹尾治右衛門 | 1895年8月3日  | 1915年6月4日  |                |
| 4        | 菊池恭三          | 1915年6月5日  | 1918年5月31日 | 尼崎紡績と合併 |

| 代           | 氏名         | 就任日        | 退任日        | 備考           |
| 日本レイヨン | 日本レイヨン | 日本レイヨン  | 日本レイヨン  | 日本レイヨン   |
| ------------ | ------------ | ------------- | ------------- | -------------- |
| 初           | 菊池恭三     | 1926年3月17日 | 1938年6月23日 | のち会長       |
| 2            | 菊池文吾     | 1938年6月24日 | 1946年6月28日 | 死去           |
| 3            | 坂口二郎     | 1946年7月8日  | 1969年9月30日 | ニチボーと合併 |

| 代         | 氏名           | 就任日         | 退任日         | 備考               |
| 尼崎紡績   | 尼崎紡績       | 尼崎紡績       | 尼崎紡績       | 尼崎紡績           |
| ---------- | -------------- | -------------- | -------------- | ------------------ |
| 初         | 広岡信五郎     | 1889年8月12日  | 1891年7月15日  |                    |
| 2          | 8代 木原忠兵衛 | 1891年7月16日  | 1893年1月5日   |                    |
| 3          | 福本元之助     | 1893年1月6日   | 1901年5月      | 辞任               |
| 4          | 菊池恭三       | 1901年5月      | 1918年5月31日  | 摂津紡績と合併     |
| 大日本紡績 |                |                |                |                    |
| 4          | 菊池恭三       | 1918年6月1日   | 1936年11月25日 | のち会長           |
| 5          | 小寺源吾       | 1936年11月26日 | 1946年9月16日  | のち会長           |
| 6          | 三村和義       | 1946年9月17日  | 1947年6月26日  | 辞任               |
| 7          | 原吉平         | 1949年4月21日  | 1964年3月      | 商号変更           |
| ニチボー   |                |                |                |                    |
| 7          | 原吉平         | 1964年4月      | 1968年12月22日 | のち会長           |
| 8          | 塩塚忠美       | 1968年12月23日 | 1969年9月30日  | 日本レイヨンと合併 |

| 代       | 氏名       | 就任日        | 退任日        | 備考       |
| ユニチカ | ユニチカ   | ユニチカ      | ユニチカ      | ユニチカ   |
| -------- | ---------- | ------------- | ------------- | ---------- |
| 初       | 坂口二郎   | 1969年10月1日 | 1970年4月13日 |            |
| 2        | 富井一雄   | 1970年4月30日 | 1972年5月31日 |            |
| 3        | 小幡謙三   | 1972年5月31日 | 1974年3月     | のち会長   |
| 4        | 小寺新六郎 | 1974年3月     | 1982年4月5日  | のち相談役 |
| 5        | 平田豊     | 1982年4月6日  | 1989年6月28日 | のち会長   |
| 6        | 田口圭太   | 1989年6月29日 | 1996年6月     | のち会長   |
| 7        | 勝匡昭     | 1996年6月     | 2000年4月     |            |
| 8        | 平井雅英   | 2000年4月     | 2004年        |            |
| 9        | 大西音文   | 2004年        | 2009年6月     |            |
| 10       | 安江健治   | 2009年6月     | 2014年6月     |            |
| 11       | 注連浩行   | 2014年6月     | 2019年6月     |            |
| 12       | 上埜修司   | 2019年6月     | 現職          |            |

## スポーツ活動
かつては貝塚工場の女子バレーボール部が著名であった。
バレーボール部のみならず1975年世界選手権で準優勝を果たした日本代表の半数以上を輩出した平野工場（後に山崎工場）の女子バスケットボール部や宇津木妙子が現役時代に所属したことで知られる垂井工場のソフトボール部、常盤工場の軟式庭球部、宇治工場の陸上競技部も強豪であった。

### ニチボー貝塚
1954年（昭和29年）にユニチカの前身である大日本紡績は、貝塚工場に全社統一の女子バレーボール部を設立した。それが日本女子バレー史に燦然と輝くニチボー貝塚である。
1961年（昭和36年）のヨーロッパ遠征では24戦全勝の戦績を残し「東洋の魔女」と呼ばれた。1962年（昭和37年）の世界選手権には単独チームで参加し優勝している。1964年（昭和39年）の東京オリンピックでもほとんどの日本代表を輩出し金メダル獲得に大きな貢献をした。長らく無敗であったが、1966年（昭和41年）に258連勝でストップした当時、この出来事は社会的な事象として取り扱われた。
1969年（昭和44年）からチーム名はユニチカ貝塚と変わったものの、日本女子バレーボールを牽引してきた。
1994年（平成6年）に日本リーグがVリーグにリニューアルされてからはチームの愛称をユニチカ・フェニックスにした（女子バスケットボール部も同じ愛称）。企業業績の悪化を受け、2000年（平成12年）7月に活動を停止し、選手などは同業他社でユニチカのライバル企業のひとつである東レに完全移籍という形を取り、チームは東レアローズに生まれ変わった。
なお、「フェニックス」は2005年（平成17年）からユニチカラグビー部（トップウェストA所属）の愛称として再び使用されている。2007年度（平成19年度）より組織が改変され、トップウェストA1所属となる。

## ユニチカアンバサダー
1974年（昭和49年）、「ユニチカマスコットガール」に風吹ジュンを起用して以来、女性タレントを企業シンボルとして採用している。任期は1 - 3年間で、これまでに手塚理美、紺野美沙子、大友みなみ、松田莉奈などを選出している。
また1970年（昭和45年）から水着キャンペーンガール「ユニチカスイムウェアキャンペーンモデル」を採用していた。カイヤ、夏川結衣、内田有紀、本上まなみ、米倉涼子、北川弘美、滝沢沙織と多くのタレント、女優を輩出した。2000年（平成12年）より「ユニチカマスコットガール」に統合された。
2022年（令和4年）からは、大きく変化した時代背景や現状の活動内容を適用した名称として「ユニチカアンバサダー」となった。初代アンバサダーは玉田志織。

## 不祥事

### 検査データの改竄
2019年（令和元年）8月28日、同社が製造した不織布と、子会社の日本エステルが製造した不織布の原料のポリエステル製の綿について、製品の伸び具合や加熱時の収縮率などの検査データを、取引先との契約基準を満たしていないにも関わらず改竄して出荷していたことが、報道によって明らかになった。少なくとも2013年8月以降の5年間に亘り改竄が行われていた模様で、製品の数は合わせて76種類に及ぶとしている。同社は、安全性に問題がなく、取引先からの苦情もないとの理由で、報道があるまで公表しなかった。

### 豊橋市の土地売却訴訟
2015年（平成27年）10月1日、ユニチカは豊橋市曙町松並の事業所跡地約27万平方メートルを積水ハウスに63億円で売却。この土地は1951年（昭和26年）4月にユニチカ（当時は大日本紡績）が市から無償で譲り受けた旧軍用地で、締結された契約書には「大日本紡績株式会社は、将来敷地の内で使用する計画を放棄した部分は、これを豊橋市に返還する」と記載されていた。豊橋市民130人は無償で譲り受けた土地を売却したのは契約違反として、2016年（平成28年）8月23日、ユニチカに63億円の損害賠償を支払わせるよう、佐原光一市長に求める訴えを提起した。原告団の団長は愛知大学名誉教授の宮入興一。ユニチカは売却の前年の2014年（平成26年）10月9日、佐原に「今後、敷地の売却及び開発を行うにあたり、豊橋市様にご相談させて頂きたい」と記載した文書を提出しており、市の責任が強く問われる住民訴訟となった。
2018年（平成30年）2月8日、名古屋地方裁判所は住民側の訴えを認め、佐原市長に全額の請求を命じた。佐原は「賠償請求できる立場にない」として、2月19日、補助参加人のユニチカとともに控訴した。
2019年（令和元年）7月16日、名古屋高等裁判所は「工場などに使っていなかった一部の土地は返還義務があり、市は賠償請求すべきだ」として、訴えを全面的に認めた一審判決を変更し、佐原に約20億9千万円の請求を命じた。遅延損害金の請求も認めた。被告の佐原、補助参加人のユニチカ、原告側の住民がそれぞれ、7月29日付で上告した。
2020年（令和2年）7月21日、最高裁は同日付の決定で、住民側、市側双方の上告を退けた。約20億9千万円を請求するよう佐原に命じた二審判決が確定した。これを受けて佐原は8月27日付でユニチカへ賠償金と遅延損害金の支払いを求めた。8月31日、ユニチカは市に約26億円を支払った。